# Gut Dobersdorf

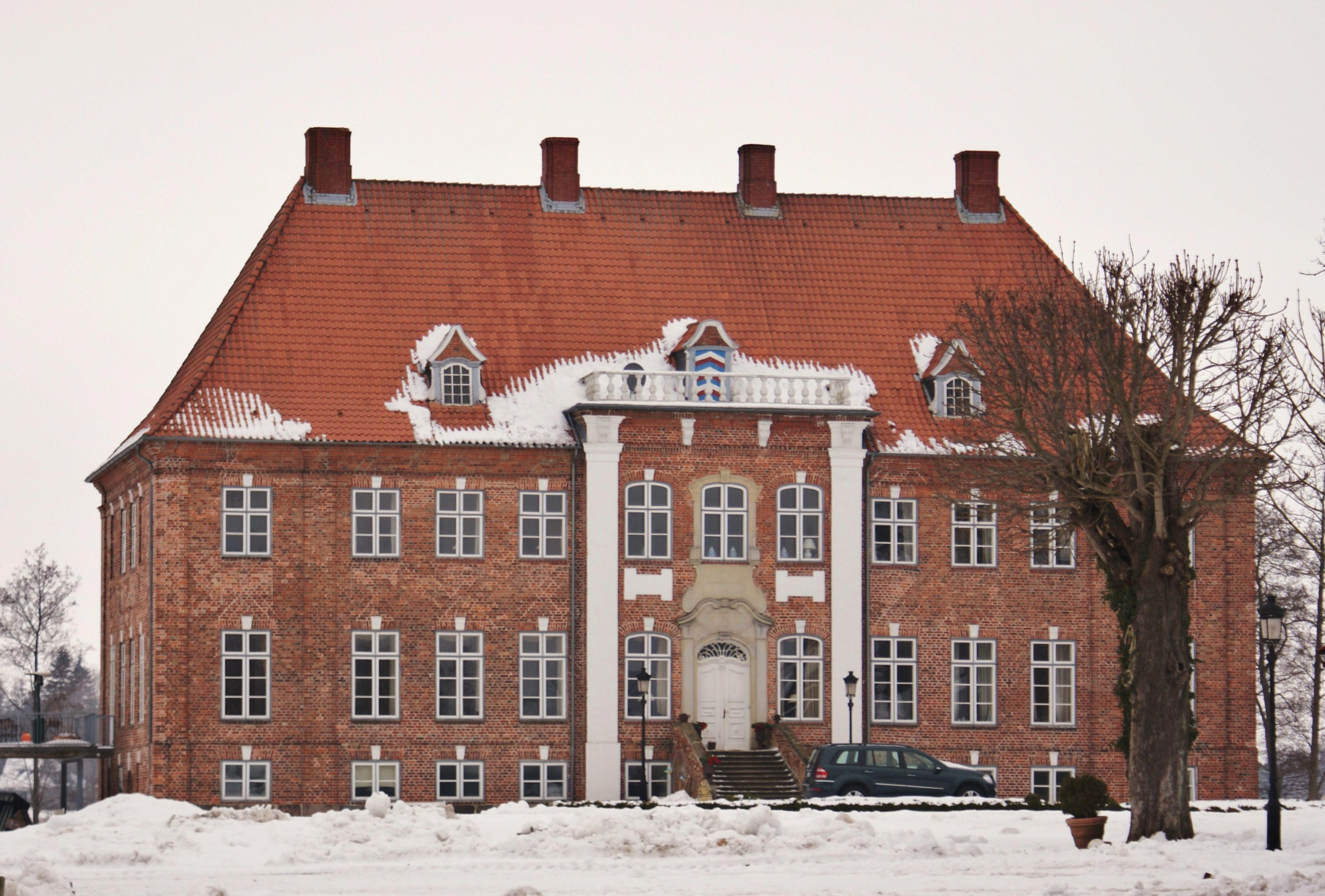
Das Herrenhaus auf Gut Dobersdorf

Das Gut Dobersdorf liegt am Ufer des Dobersdorfer Sees in der Gemeinde Dobersdorf im Kreis Plön im östlichen Schleswig-Holstein. Das einstige Adlige Gut geht auf eine Wasserburg des Mittelalters zurück, die Ländereien werden zum Teil bis in die Gegenwart landwirtschaftlich betrieben. Das Herrenhaus auf Dobersdorf gehört zu den letzten Werken des Rokoko in Schleswig-Holstein.

## Geschichtlicher Überblick

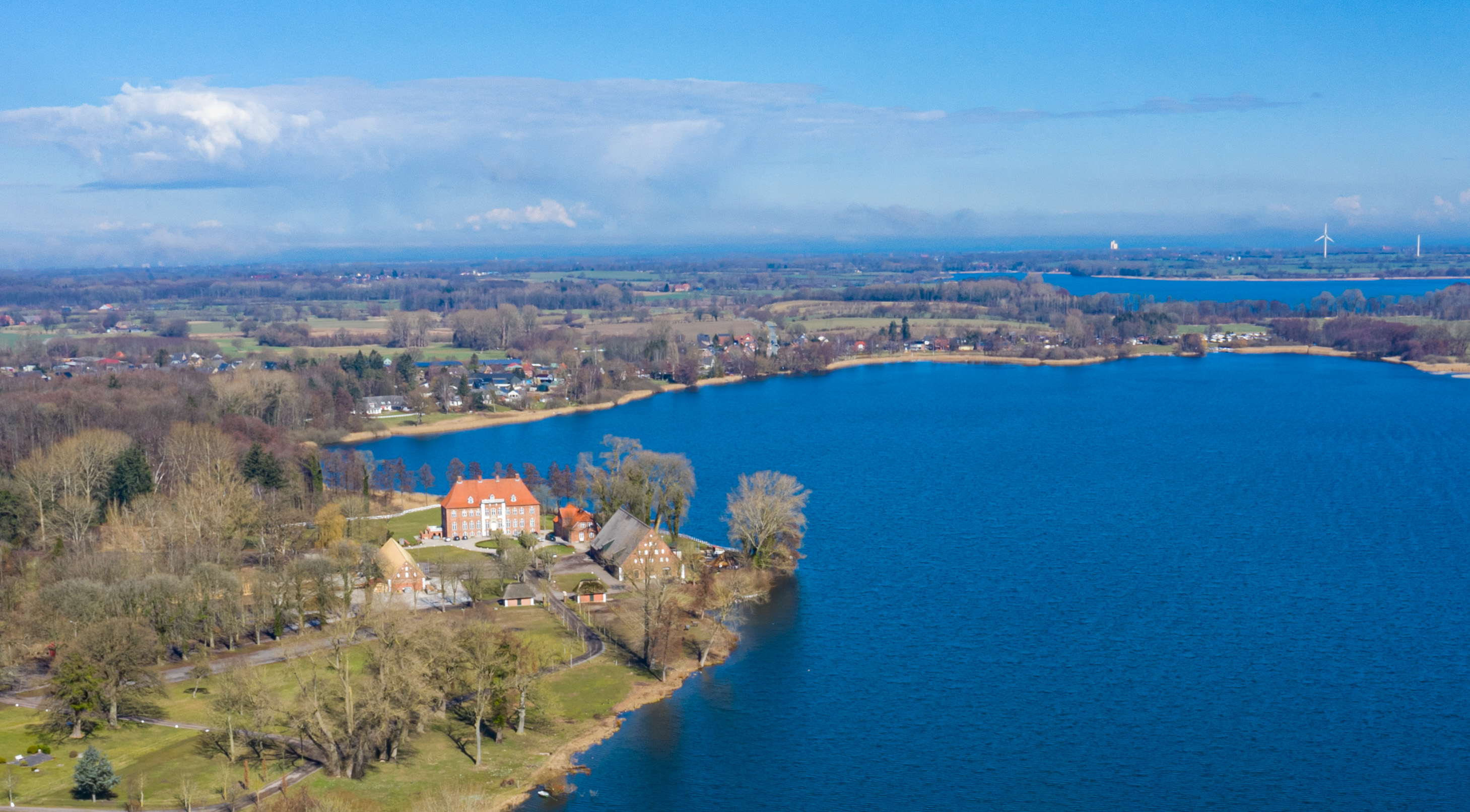
Gut Dobersdorf am Dobersdorfer See

Eine erste Erwähnung Dobersdorfs ist auf das Jahr 1340 zu datieren, zu jener Zeit befand sich südlich der Gutsanlage eine Turmhügelburg, deren Überreste im Gelände nicht mehr zu erkennen sind. Hier saßen wohl Ministerialen der Grafen von Holstein-Kiel. Um 1475 ging Dobersdorf an die Familie Pogwisch, die das eigentliche Gut begründete und in deren Besitz es, zusammen mit dem nicht weit entfernten Gut Hagen, bis ins 17. Jahrhundert verblieb. Das 17. Jahrhundert war von zahlreichen Besitzerwechseln geprägt. Nachdem mit Hinrich Bertramssohn von Pogwisch um 1625 der letzte hier wohnende des Adelsgeschlechts Pogwisch verstorben war, ging Dobersdorf nacheinander an die uradeligen Familien Reventlow, Brockdorff und schließlich an die Rantzau über. Zu Beginn des 18. Jahrhunderts folgte ein neuerlicher Wechsel und um 1705 ging das Gut an die Familie Blome, die mit Christoph Wulfssohn von Blome in 1814 dort ausstarben. 
Christoph von Blome ließ in der zweiten Hälfte des 18. Jahrhunderts das heutige Herrenhaus errichten, dass aufgrund seiner fideikommissarischen Verfügung am 4. November 1808 von seinen Nachfahren jedoch kaum genutzt wurde. Blome hinterließ nur Töchter und traute seinen Schwiegersöhnen die Verwaltung des Gutsbesitzes anscheinend nicht zu, so dass er es in eine Familienstiftung überführt und von Administratoren verwaltet wurde. Erst gegen Ende des 19. Jahrhunderts wurde das Herrenhaus regelmäßig bewohnt, nachdem das Gut 1890 von Kuno zu Rantzau und seiner Frau Marie, einer Tochter Otto von Bismarcks, bezogen wurde. Nach dem Tod der letzten beiden Bewohner, Marie von Bismarck starb 1927, stand das Herrenhaus wieder leer. Der Gutsbetrieb wurde bis 1932 aufrechterhalten, dann veräußerte die Familienstiftung den Besitz. Das Herrenhaus diente zeitweise als Hotel, während die einstmals mehr fast 2.500 Hektar umfassenden Ländereien zum großen Teil verkauft und das Gut auf rund 800 Hektar verkleinert wurde. 1960 ging Dobersdorf an die brandenburgische Familie Burgsdorff, die infolge der Ereignisse der Nachkriegszeit ihre Besitzungen im Osten Deutschlands aufgeben musste. Unter ihnen wurde der Gutsbesitz reorganisiert und der Fokus auf Forstwirtschaft gelegt. 
Gut Dobersdorf befindet sich bis in die Gegenwart in Privatbesitz und ist üblicherweise nicht öffentlich zugänglich, das Herrenhaus nur von öffentlichen Wegen zu besichtigen. Auf dem Gutsgelände finden jedoch regelmäßig Märkte statt und einige der Nebengebäude werden als Ferienwohnungen vermietet.

## Baulichkeiten

### Das Herrenhaus

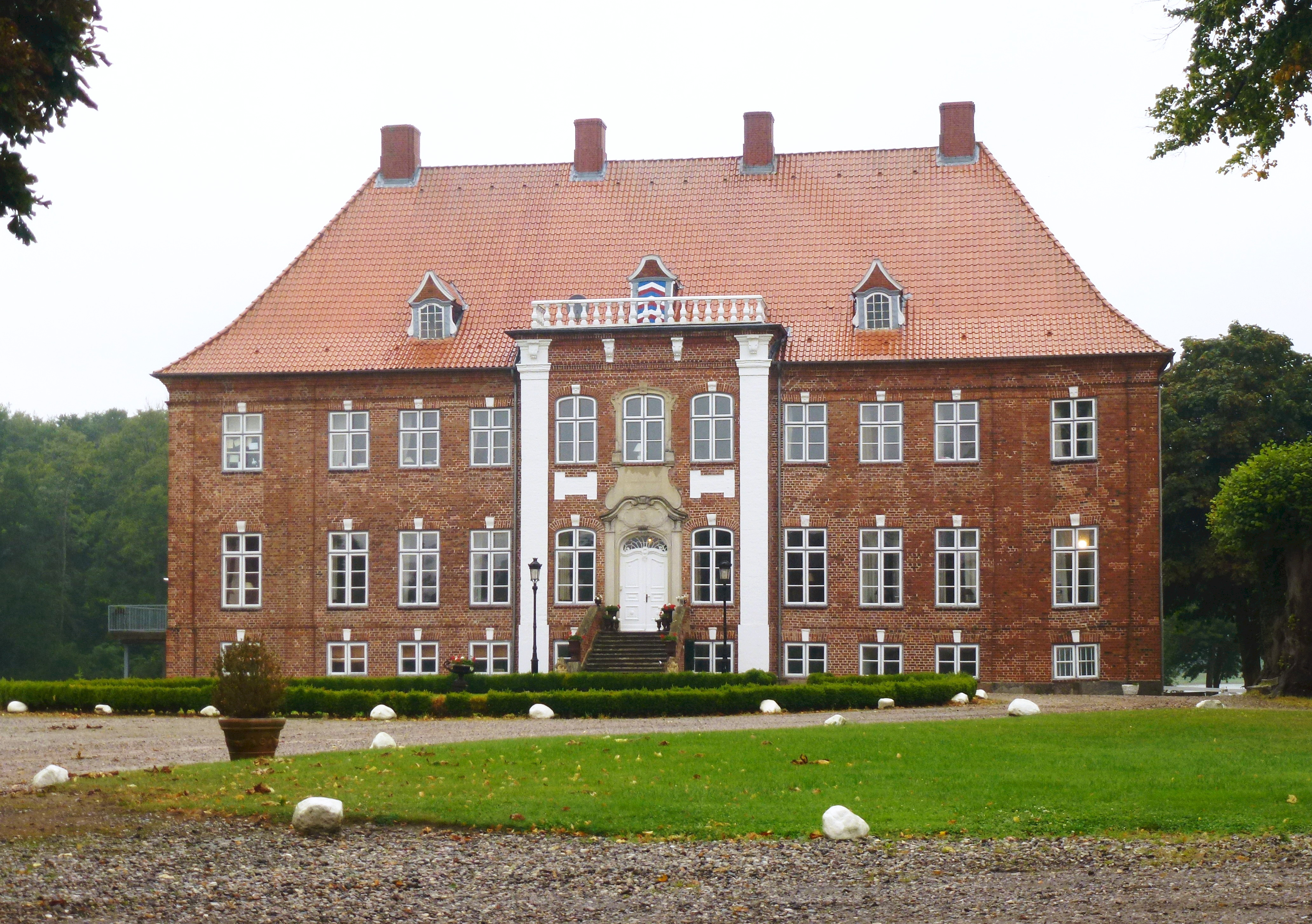
Dobersdorf, Herrenhaus

Das Herrenhaus wurde unter dem Eutiner Hofbaumeister Georg Greggenhofer von 1770 bis 1772 errichtet und gilt als einer der letzten großen Bauten aus der Epoche des Barock im Herzogtum Holstein. Der schlossartige, elfachsige Bau verfügt über ein Keller-, ein Haupt- und ein Obergeschoss und ist von einem hohen Walmdach bekrönt. Zur Hof- und zur Gartenseite treten die drei mittleren Fensterachsen als Risalit aus dem Baukörper hervor, der vollständig aus Backstein errichtet wurde. Die Innenräume des Herrenhauses weisen zum Teil noch erhaltene Stuckaturen des Rokoko aus. Der Speisesaal erhielt ornamentale Wandgemälde von Christian Friedrich Joachim Bünsow, die 1956 wieder freigelegt wurden. Zu den bedeutendsten Räumen zählen das an die hofseitige Freitreppe anschließende Vestibül und der dahinter folgende Gartensaal, die wie der darüber liegende Festsaal im Obergeschoss von außen durch den Mittelrisalit betont werden.

### Die Gutsanlage und der Garten
Dem Herrenhaus vorgelagert ist eine barocke Hofanlage, nördlich schließt sich ein Landschaftsgarten an. Die Hoffläche ist zweigeteilt in einen Ehrenhof vor dem Herrenhaus und einen davor gelagerten Wirtschaftshof, der Gebäudebestand wurde allerdings durch Kriegseinwirkung und andere Umstände dezimiert. Rechts des Herrenhauses befindet sich das sogenannte Inspektorenhaus von 1779, das später als Kavaliershaus diente. Das ehemalige Kuhhaus östlich des Hofs ist ein Werk Rudolph Matthias Dallins von 1728, ihr stand symmetrisch die große Scheune von 1733 gegenüber, die 1944 nach einem Bombentreffer bis auf die Mauern ausbrannte und 1950 abgebrochen wurde. Den Zugang zur Anlage bildete ehemals das Torhaus des Preetzer Maurermeisters Hans Jacob Krentzner von 1766, das aufgrund von Baufälligkeit 1968 abgerissen werden musste. Die Hofeinfahrt wird nun von den Pforthäusern begrenzt.